# Limba protoindo-europeană

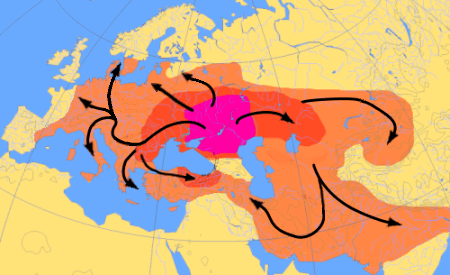
Expansiunea indo-europenilor din nordul Caucazului

Limba protoindo-europeană (PIE) este strămoșul ipotetic al tuturor limbilor indo-europene, din care fac parte majoritatea limbilor europene (inclusiv româna).
Populațiile indo-europene ocupau inițial, în urmă cu șase milenii, regiunea Caucazului și a Mării Negre. O parte a acestor populații s-a îndreptat spre India (din această ramură fac parte populațiile ce vorbesc limbile indice și iranice), în timp ce alta s-a întins asupra teritoriului european.
Specialiștii au constatat ca limbile în discuție prezintă o serie de concordanțe între formele unor cuvinte având același sens. Pornind de la aceste concordanțe, în secolul trecut s-a creat o metodă, cunoscută sub numele de metoda istorico-comparativă, cu ajutorul căreia a fost stabilită înrudirea dintre limbile germanice, slave, latină și greacă. Se presupune că a existat o epocă, numită indo-europeană comună, când numărul acestor concordanțe era foarte mare. Ulterior, datorită extinderii teritoriale, s-a produs o diversificare a limbilor indo-europene. Cel mai vechi text dintr-o astfel de limbă este unul în hitită din circa 1700 î. Hr. (textul lui Anitta).
Cum PIE nu a fost atestată direct, toate sunetele și cuvintele au fost reconstruite folosind metoda comparativă. Convenția standard este de a marca formele neatestate ale cuvintelor cu un asterisc. *wódr̥ = apă, *ḱwō = câine, *tréyes = trei, etc. Multe din cuvintele limbilor indo-europene moderne sunt derivate din aceste protocuvinte prin evoluții fonetice, precum legea lui Grimm.
Conform studiului „Ancestry-constrained phylogenetic analysis supports the Indo-European steppe hypothesis”, limba protoindo-europeană ar fi apărut în urmă cu circa 6500 – 5500 ani în stepa Ponto-Caspică.

## Legături externe
- ro Limbile indo-europene ar fi apărut la est de Moldova